# Herbert Böhme (Superintendent)

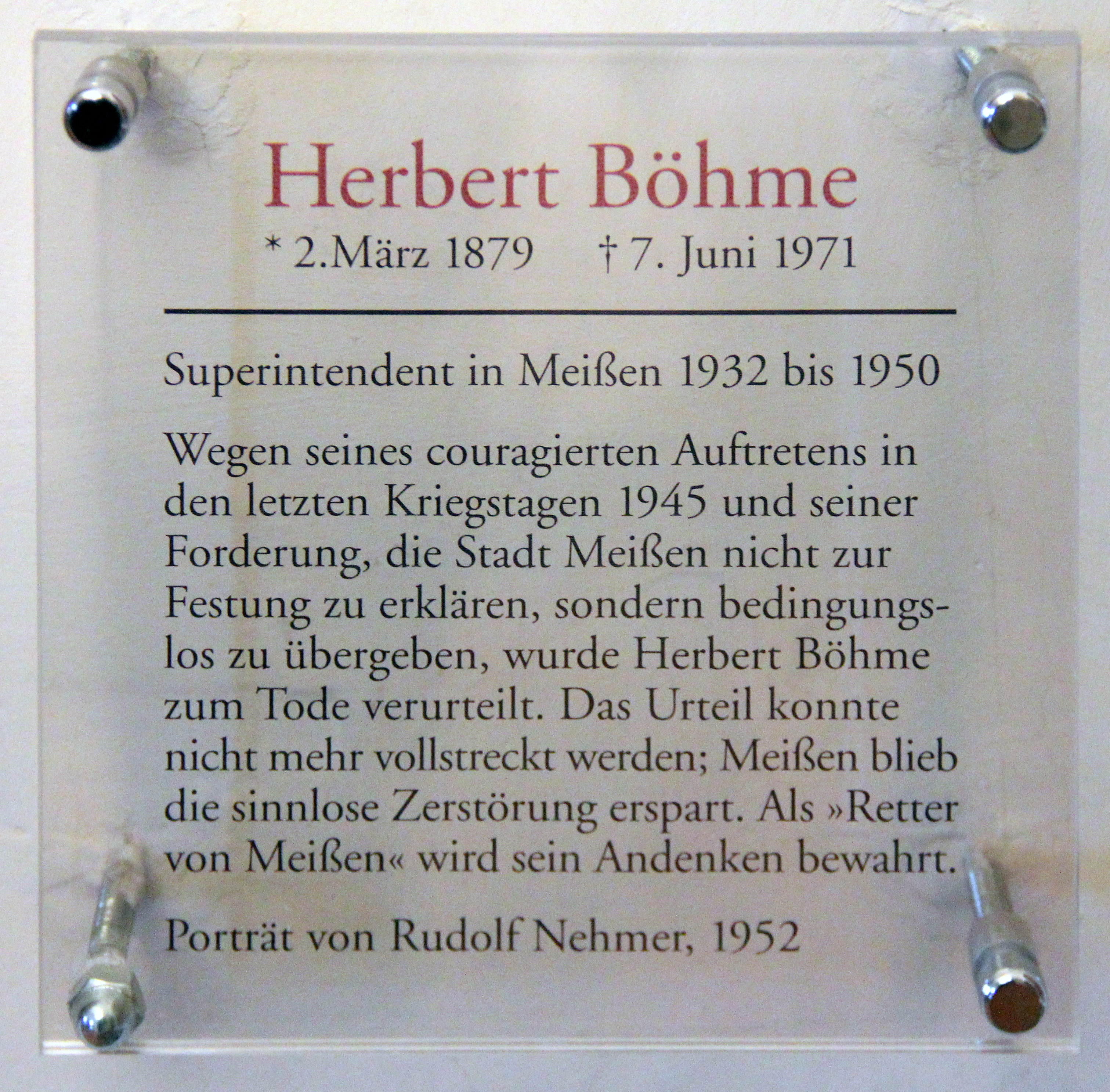
Gedenktafel im Dom in Meißen

Herbert Böhme (* 2. März 1879 in Oederan; † 7. Juni 1971 in Dresden) war von 1933 bis 1950 Superintendent der Evangelisch-Lutherischen Landeskirche im Kirchenbezirk Meißen. 
Bevor Herbert Böhme am 22. Januar 1933 zum Superintendenten berufen wurde, wirkte er als Pfarrer in Löbau sowie an der Zionskirche und in der Kreuzkirche in Dresden. 
Bekannt wurde Herbert Böhme, als sich der damals 66-Jährige am 27. April 1945 gegen die Stadtoberen auflehnte und versuchte, in der zwischenzeitlich zur Festung erklärten Stadt Meißen, den SS-Festungskommandanten Voß und den damaligen Bürgermeister Walther Kaule davon abzubringen, die Stadt bis auf das Letzte zu verteidigen, und somit unter anderem den Dom und die Burg zu verschonen. Daraufhin wurde er auf Veranlassung von NSDAP-Kreisleiter Helmut Böhme verhaftet und zum Tode verurteilt. Nachdem er am 2. Mai 1945 zur Urteilsvollstreckung in das Landgericht Dresden überstellt worden war, hatte Generalstaatsanwalt Heinz Jung angeordnet, die etwa 300 in der Haftanstalt am Münchner Platz einsitzenden Gefangenen freizulassen.
Nach dem Ende seiner Tätigkeit als Superintendent 1950 wirkte er zum Teil noch in der Dresdner Dreikönigskirche und als Domherr in Meißen.
Im Jahre 1987, sechzehn Jahre nach dem Tod Böhmes, wurde ihm zu Ehren in Meißen eine Straße nach ihm benannt.
1952 porträtierte Rudolf Nehmer den „Retter von Meißen“ für den Meißner Dom. Das Bild hing mit einer Widmungstafel Jahrzehnte im hinteren Teil des Domes, im Dommuseum. Im Dezember 2024 wurde festgestellt, dass Porträt und Widmungstafel sich nicht mehr an ihrem Platz befinden. Gründe für die Entfernung von Bild und Widmungstafel sind nicht bekannt.